# C. Megan Urry

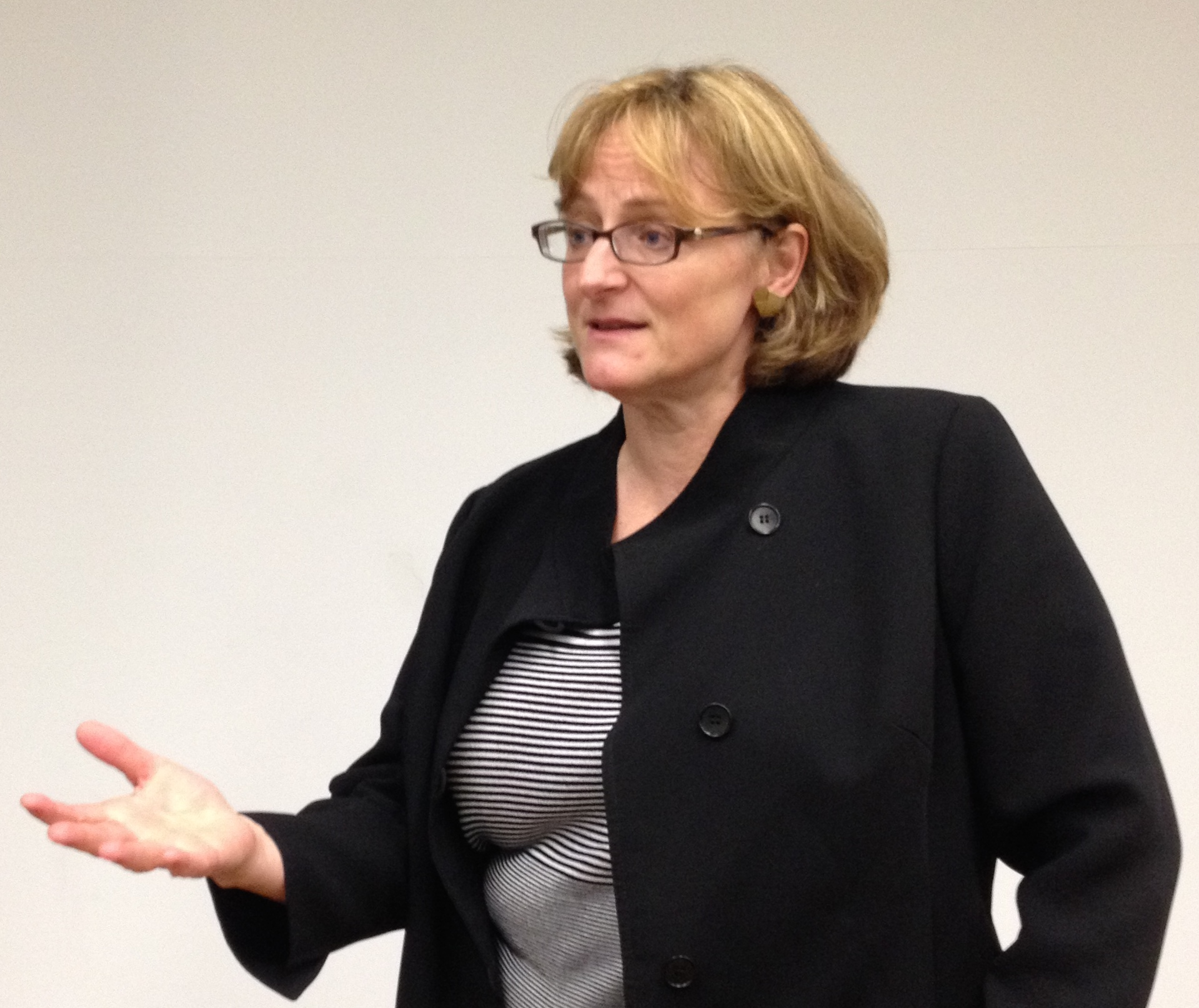
C. Megan Urry 2014

Claudia Megan „Meg“ Urry (* 1955) ist eine US-amerikanische Astrophysikerin an der Yale University. Neben ihren wissenschaftlichen Beiträgen (insbesondere zu Schwarzen Löchern) macht sie sich um die Förderung von Frauen in der Wissenschaft, insbesondere der Astrophysik verdient.

## Leben und Wirken
Urry wuchs in Indiana und Boston auf. Sie erwarb 1979 an der Tufts University einen Bachelor in Physik und Mathematik und an der Johns Hopkins University 1979 einen Master und 1984 einen Ph.D. in Physik. Als Postdoktorandin arbeitete sie bei Claude Canizares am Massachusetts Institute of Technology und am Space Telescope Science Institute, das das Hubble-Weltraumteleskop betreibt. Hier erhielt sie 1990 auch eine Stellung als Forscher (zuletzt als Senior Scientist) und leitete von 1996 bis 2001 das Büro zur Auswahl der Forschungsobjekte.
Meg Urry hat seit 2001 an der Yale University eine Professur für Physik und Astronomie inne. Sie ist Gründungsdirektorin des Yale Center for Astronomy and Astrophysics und war von 2007 bis 2013 Leiterin (Chair) der gesamten Physik in Yale.
Urry erforscht aktive Galaxienkerne und konnte nachweisen, dass es sich dabei um Schwarze Löcher handelt und dass ihre scheinbare Intensität vom Beobachtungswinkel abhängt. Ihre bahnbrechende Publikation Unified Schemes for Radio-Loud Active Galactic Nuclei wurde (Stand Dezember 2018) mehr als 4.300-mal zitiert. Weitere Felder ihrer Forschungen sind extrasolare Planeten, Dunkle Materie und Dunkle Energie sowie die Entwicklung von Galaxien und Schwarzen Löchern über lange Zeiträume.
Urry veröffentlichte (Stand Juni 2018) über 310 peer-reviewte wissenschaftliche Publikationen; sie hat (Stand Juni 2018) einen h-Index von 77. Sie organisierte 1992 das erste Treffen Women in Astronomy und war führend in der Etablierung von Institutionen zur Gleichstellung von Frauen in der American Astronomical Society und der American Physical Society.
C. Megan Urry ist mit dem Physiker Andrew Szymkowiak verheiratet. Das Paar hat zwei Töchter.

## Auszeichnungen (Auswahl)
- 1990 Annie-Jump-Cannon-Preis für Astronomie der American Astronomical Society[3]
- 1998 Fellow der American Physical Society
- 2008 Mitglied der American Academy of Arts and Sciences[4]
- 2009 Ehrendoktorat der Tufts University
- 2013 Fellow der American Association for the Advancement of Sciences
- 2014–2016 Präsidentin der American Astronomical Society[5]
- 2016 Mitglied der National Academy of Sciences[6]